# Жданово (городской округ Подольск)
Жданово — деревня в Подольском районе Московской области России. Входит в состав сельского поселения Стрелковское (до середины 2000-х — Стрелковский сельский округ). 

## Население
| 2002 | 2006 | 2010 |
| ---- | ---- | ---- |
| 47   | ↘38  | ↗59  |

Согласно Всероссийской переписи, в 2002 году в деревне проживало 47 человек (22 мужчины и 25 женщин). По данным на 2005 год в деревне проживало 38 человек.

## Расположение
Деревня Жданово расположена на правом берегу реки Пахры примерно в 4 км к северо-востоку от центра города Подольска. В 700 метрах восточнее деревни проходит Симферопольское шоссе. Ближайший населённый пункт — деревня Стрелково.

## Достопримечательности

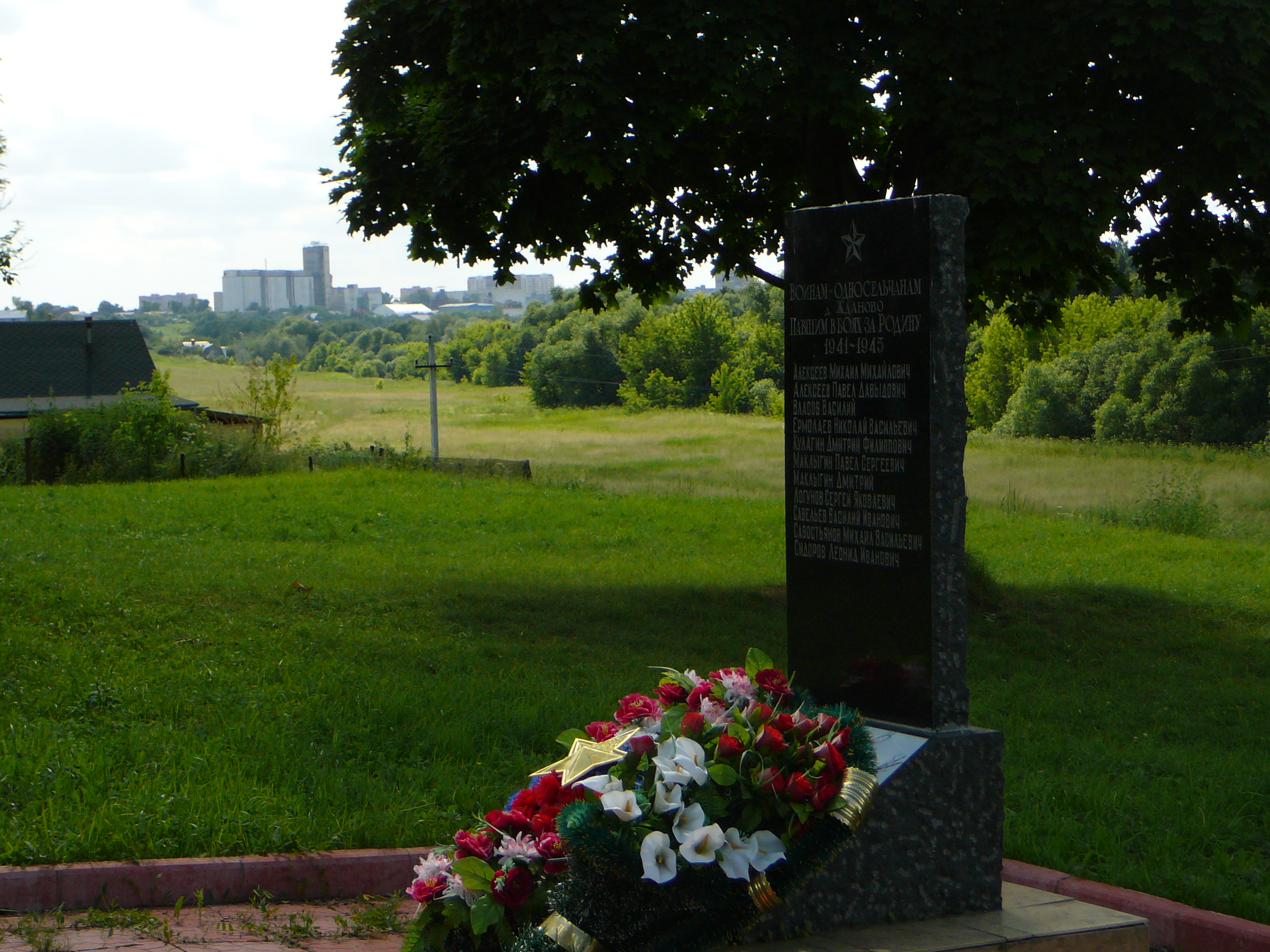
Памятник в Жданово

На склоне берега реки Пахры у северной окраины деревни расположено селище «Жданово-I». Селище имеет статус памятника археологии. В деревне также располагается памятник землякам, погибшим в годы  Великой Отечественной войны.